# Hilara cothurnata
Hilara cothurnata är en tvåvingeart som beskrevs av Engel 1941. Hilara cothurnata ingår i släktet Hilara och familjen dansflugor. Inga underarter finns listade i Catalogue of Life.